# Oskar von Schab
Oskar von Schab, auch Oscar von Schab, (* 2. August 1901 in Schanghai; † 9. November 1977 in Pöcking) war ein deutscher Künstler (Maler, Bühnenbildner), Schauspiellehrer und Schauspieler bei Bühne, Film und Fernsehen.

## Leben und Wirken
Oskar von Schab stieß zu Beginn der 1920er Jahre zur Schauspielerei, als er sich dem Masken-Wagen der Holtorftruppe, einer von Hans Holtorf ins Leben gerufenen, kleinen Tourneetheater-Kompagnie, anschloss. In der Folgezeit wirkte von Schab nie als festes Mitglied einer renommierten Bühne, sondern gab sich anderen künstlerischen Betätigungen hin. So ist er als Maler (vor allem Frauenporträts) und (bis zur Schließung aller deutschen Theater im Spätsommer 1944) auch als freiberuflicher Bühnenbildner nachzuweisen.
Im Laufe der Jahre wurde sein Kernbetätigungsfeld das eines Schauspiellehrers. Bis zum Ende des Zweiten Weltkriegs unterrichtete er Schauspielschüler an der Theaterschule des Deutschen Theaters Berlin, nach Kriegsende übte er denselben Beruf an Münchens Falckenberg-Schule aus, ehe er sich selbstständig machte und eine eigene kleine Schauspielschule eröffnete. Zu seinen Schülern zählten über die Jahrzehnte unter anderem Enzi Fuchs, Elisabeth Goebel, Michael Delcroix, Georg Troeger, Gerd Udo Feller, Michael Grimm und der spätere Weltumsegler und Abenteurer Rollo Gebhard.
Abgesehen von zwei kleinen Auftritten in zwei Veit-Harlan-Inszenierungen der 1950er Jahre trat Oskar von Schab bis Ende der 1960er Jahre so gut wie nie vor die Kamera. Erst mit seinem Professor in Hans W. Geißendörfers Vampirfilm Jonathan startete er eine späte Leinwandkarriere. Darauf verpflichteten auch andere, damalige Jungfilmer wie Hans-Jürgen Syberberg und das Regie-Duo Bernhard Sinkel und Alf Brustellin den bereits im Rentenalter befindlichen Spätberufenen und besetzten ihn in nachmalig berühmten Filmen wie Ludwig – Requiem für einen jungfräulichen König und Lina Braake. Zuletzt lebte Oskar von Schab im oberbayerischen Pöcking.

## Filmografie
als Schauspieler
- 1953: Sterne über Colombo
- 1954: Die Gefangene des Maharadscha
- 1964: Robinson Crusoe
- 1969: Jonathan
- 1971: Furchtlose Flieger
- 1971: Das goldene Ding
- 1972: Ludwig – Requiem für einen jungfräulichen König
- 1973: Jorden runt med Fanny Hill
- 1974: Lina Braake
- 1975: Das Haus der Krokodile (TV-Serie, eine Folge)
- 1976: Lobster (TV-Serie, eine Folge)